# Пестрогорлая юхина
Пестрогорлая юхина (Yuhina gularis) — вид птиц из семейства белоглазковых. Их ареал простирается от Гималаев до южной части Китая и центрального Вьетнама, включая территорию Тибета, Бутана и Непала. Естественной средой обитания вида являются субтропические и тропические влажные горные леса.

## Описание
Довольно крупная юхина, длина 12-16 см. Хвост расщеплен. Типичный издаваемый птицей звук — громкое короткое «мхерр».

## Биология
Рацион питания состоит из насекомых, нектара и ягод. Птицы размножаются в период с мая по июнь в Индии, с июля по август в Бутане, с апреля по май в юго-восточной части Сизанга в Китае и с марта по июнь в Юго-Восточной Азии.
МСОП присвоил виду охранный статус LC. Выделяют четыре подвида.